# Buxières-lès-Clefmont
Buxières-lès-Clefmont là một xã thuộc tỉnh Haute-Marne trong vùng Grand Est đông bắc nước Pháp. Xã này nằm ở khu vực có độ cao trung bình 425 mét trên mực nước biển.